# آنیتا یوئن
آنیتا یوئن (انگلیسی: Anita Yuen؛ زادهٔ ۴ سپتامبر ۱۹۷۱) بازیگر اهل هنگ کنگ است.，父親、姑媽、姑丈、叔叔、表哥等親戚均是警察
از فیلم‌ها یا برنامه‌های تلویزیونی که وی در آن نقش داشته است، می‌توان به ایپ من: مبارزه نهایی اشاره کرد.